# Věra Chytilová
Věra Chytilová, née le 2 février 1929 à Ostrava, en Tchécoslovaquie, et morte le 12 mars 2014 à Prague, est une réalisatrice et scénariste tchèque.
Représentante très importante de la Nouvelle Vague tchécoslovaque, aux côtés de Miloš Forman et Jiří Menzel, Věra Chytilová fait partie de l'aile plus expérimentale du mouvement.

## Biographie

### Jeunesse et formation
Věra Chytilová est né à Ostrava le 2 février 1929. Elle est la fille de Stěpánka Chytilová et de František Chytil. Elle reçoit une éducation catholique stricte à l'origine des nombreuses questions morales qui seront présentes plus tard dans ses films. Après avoir étudié un temps la philosophie et l'architecture, elle travaille comme dessinatrice, mannequin et retoucheuse de photos avant d'être clapper girl aux Studios Barrandov de Prague. Ayant demandé à étudier la production de films, elle se voit refuser cette formation. Quelque temps plus tard, elle a alors 28 ans, elle est acceptée à l'Académie du film de Prague (FAMU). Elle y suit les cours d'Otakar Vávra et est la seule femme à y étudier la réalisation.
Elle se fait d'ailleurs remarquer en 1961 avec son film de fin d'année, et est diplômée en 1962 après cinq ans d'études.

### Carrière
Après l'obtention de son diplôme, elle tourne en 1963 son premier long métrage Quelque chose d'autre (O něčem jiném), qui sera révélé internationalement à la Semaine de la Critique durant le Festival de Cannes 1964. 
Trois ans plus tard, elle réalise son film le plus connu, Les Petites Marguerites (Sedmikrásky). Mettant en scène des personnages antipathiques, caractérisé par une narration discontinue, ce film est, d'après Chytilová elle-même, construit pour « limiter l'implication émotionnelle du spectateur et le conduire à une compréhension de la philosophie ou idée sous-jacente ». Le film est censuré en Tchécoslovaquie à cause de scènes de gaspillage alimentaire.
Elle a souvent été accusée de nihilisme, entraînant un chômage forcé de sept ans de 1969 à 1976.
Elle est aussi considérée comme « la première dame du cinéma tchèque » et était engagée dans des causes telles que l’opposition au projet d’implantation de la base radar militaire américaine en République Tchèque, mais elle s’est également portée candidate aux sénatoriales dans un parti féministe.

### Vie privée
Věra Chytilová a été mariée dans un premier temps à Karel Ludwig de 1950 à 1953, puis au directeur de la photographie Jaroslav Kučera (avec lequel elle travaille pour Les Petites Marguerites) jusqu’à sa mort en 1991. Avec lui, elle a deux enfants : Štěpán Kučera, qui est par la suite devenu directeur de la photographie, et Tereza Kučerová, devenue actrice.
Věra Chytilová, a été connue pour avoir une grande force de caractère, elle n’hésitait pas à créer des conflits pour obtenir ce qu’elle voulait, ce qui lui a permis de traverser toutes les épreuves de sa vie.

## Filmographie

### Réalisatrice

#### Longs-métrages
- 1963 : Quelque chose d'autre (O něčem jiném)
- 1966 : Les Petites Marguerites (Sedmikrásky)
- 1969 : Le Fruit de paradis (Ovoce stromů rajských jíme)
- 1976 : Le Jeu de la pomme (Hra o jablko)
- 1979 : Panelstory
- 1981 : Kalamita
- 1983 : L'Après-midi d'un vieux faune (Faunovo velmi pozdní odpoledne)
- 1985 : Le Refuge du loup (Vlci bouda)
- 1987 : Šašek a královna
- 1988 : Kopytem sem, kopytem tam
- 1993 : Dědictví aneb Kurvahošigutntag
- 1998 : Pasti, pasti, pastičky
- 2001 : Vyhnání z ráje
- 2006 : Hezké chvilky bez záruky

#### Courts-métrages
- 1959 : Dům na Ořechovce
- 1960 : Zelená ulice (documentaire)
- 1960 : Pan Ká (court-métrage)
- 1961 : Žurnál FAMU (court-métrage)
- 1962 : Le Plafond (Strop) (court-métrage)
- 1962 : Un sac de puces (Pytel blech) (moyen-métrage)
- 1965 : Les Petites Perles au fond de l'eau (Perličky na dně) - segment Self-service Univers (Automat Svet)
- 1971 : Kamarádi
- 1978 : Čas je neúprosný (documentaire)
- 1981 : Chytilová versus Forman (documentaire)
- 1984 : Praha - neklidné srdce Evropy (documentaire)
- 1990 : T.G.M. - osvoboditel
- 1991 : Mí Pražané mi rozuměji
- 2000 : Vzlety a pády (documentaire) (vidéo)
- 2005 : À la recherche d'Ester (titre original : Pátrání po Ester ; documentaire sur Ester Krumbachová)